# 赫克托·德拉克魯茲
赫克托·胡利奧·德拉克魯茲（Hector Julio De La Cruz，1965年10月12日—），多明尼加棒球選手，曾效力於兄弟象與興農牛，中文登錄名為「克魯茲」，守備位置為三壘手。

## 經歷
- 美國職棒多倫多藍鳥隊（小聯盟，1984年～1990年）
- 日本職棒讀賣巨人隊（1991年）
- 中華職棒兄弟象隊（1992年～1993年）
- 墨西哥聯盟Mexico City Tigres（1994年）
- 中華職棒興農牛隊（1996年）
- 墨西哥聯盟Quintana Roo Langosteros（1997年）
- 墨西哥聯盟Yucatan Leones（1997年）
- 墨西哥聯盟Chetumal Mayas（1998年）
- 墨西哥聯盟Yucatan Leones（1999年）
- 墨西哥聯盟Veracruz Aguila（1999年）
- 美國職棒亞利桑那響尾蛇隊小聯盟Missoula Osprey打擊教練（2001年～2002年）
- 美國職棒亞利桑那響尾蛇隊小聯盟South Bend Silver Hawks打擊教練（2003年～2004年）
- 美國職棒亞利桑那響尾蛇隊小聯盟Visalia Oaks總教練（2007年）
- 美國職棒亞利桑那響尾蛇隊小聯盟Mobile BayBears總教練（2007年～2009年）
- 美國職棒亞利桑那響尾蛇隊小聯盟Missoula Osprey總教練（2010年～2011年）
- 美國職棒亞利桑那響尾蛇隊小聯盟AZL Diamondbacks總教練（2012年～2013年）
- 多明尼加聯盟Tigres del Licey總教練（2007年～2009年）
- 哥倫比亞聯盟Potros de Medellín總教練（2010年10月～12月）
- 多明尼加聯盟Gigantes del Cibao總教練（2011年11月～2013年）
- 多明尼加聯盟Estrellas de Oriente 總教練（2013年11月～2014年）
- 多明尼加聯盟Tigres del Licey教練（2016年～）

## 職棒生涯成績

### 日本職棒成績
| 年度 | 球隊     | 出賽 | 打席 | 打數 | 得分 | 安打 | 二壘打 | 三壘打 | 全壘打 | 打點 | 盜壘 | 四壞 | 三振 | 打擊率 | 上壘率 | 長打率 |
| ---- | -------- | ---- | ---- | ---- | ---- | ---- | ------ | ------ | ------ | ---- | ---- | ---- | ---- | ------ | ------ | ------ |
| 1991 | 讀賣巨人 | 5    | 5    | 4    | 2    | 1    | 0      | 0      | 0      | 0    | 0    | 1    | 2    | .250   | .400   | .250   |
| 合計 | 1年      | 5    | 5    | 4    | 2    | 1    | 0      | 0      | 0      | 0    | 0    | 1    | 2    | .250   | .400   | .250   |

### 中華職棒成績
| 年度 | 球隊   | 出賽 | 打席 | 打數 | 得分 | 安打 | 二壘打 | 三壘打 | 全壘打 | 打點 | 盜壘 | 四壞 | 三振 | 打擊率 | 上壘率 | 長打率 |
| ---- | ------ | ---- | ---- | ---- | ---- | ---- | ------ | ------ | ------ | ---- | ---- | ---- | ---- | ------ | ------ | ------ |
| 1992 | 兄弟象 | 77   | 291  | 236  | 50   | 67   | 16     | 0      | 12     | 39   | 19   | 50   | 55   | .284   | .412   | .504   |
| 1993 | 兄弟象 | 82   | 294  | 261  | 44   | 67   | 17     | 2      | 9      | 27   | 21   | 31   | 61   | .257   | .340   | .441   |
| 1996 | 興農牛 | 87   | 331  | 288  | 37   | 76   | 17     | 6      | 3      | 31   | 18   | 29   | 62   | .264   | .333   | .396   |
| 合計 | 3年    | 246  | 916  | 785  | 131  | 210  | 50     | 8      | 24     | 97   | 58   | 110  | 178  | .268   | .361   | .443   |

## 特殊事蹟
- 1993年6月17日對戰味全龍隊，吞下連續四打席被三振紀錄。

## 外部連結
- 赫克托·德拉克魯茲在台灣棒球維基館上的頁面（繁體中文）
- 赫克托·德拉克魯茲在日本職棒（英语）
- 赫克托·德拉克魯茲在中華職棒
- 赫克托·德拉克魯茲在Baseball-Reference.com（小聯盟以及海外聯盟）（英语）
- 赫克托·德拉克魯茲在The Baseball Cube（英语）